# Dittrichia
Dittrichia is een geslacht uit de composietenfamilie (Asteraceae). De soorten komen voor in het Middellandse Zeegebied en het zuidwesten van Azië, met Pakistan als oostgrens van het verspreidingsgebied.

## Soorten
- Dittrichia graveolens (L.) Greuter, komt voor in Australië waar het bekend staat als stinkwort of fleabane
- Dittrichia viscosa (L.) Greuter, kleverige alant

Kamferalant (Dittrichia graveolens) is tussen 1975 en 1999 in Nederland ingeburgerd.